# Anemoi

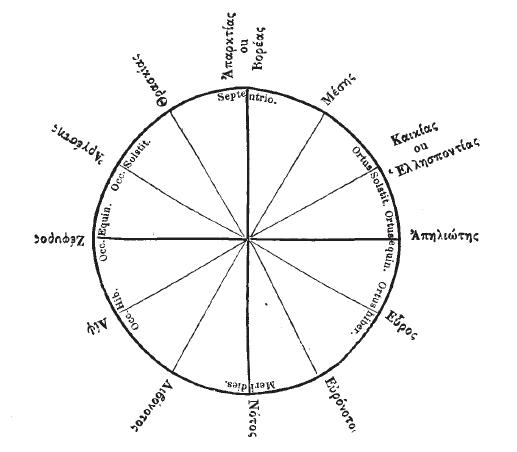
Hoa hồng gió từ thời Hy Lạp cổ đại

Anemoi (tiếng Hy Lạp: Ἄνεμοι) là tên của bốn vị thần gió trong thần thoại và tôn giáo Hy Lạp cổ đại. Mỗi vị thần sẽ ứng với một hướng gió trên la bàn (Đông, Tây, Nam, Bắc), cũng như ứng với từng mùa và từng điều kiện thời tiết khác nhau. Bốn vị thần này đều là con của nữ thần bình minh Eos và thần Astraeus.